# Donje Predrijevo
Donje Predrijevo falu Horvátországban Verőce-Drávamente megyében. Közigazgatásilag Izdenchez tartozik.

## Fekvése
Verőcétől légvonalban 48, közúton 65 km-re délkeletre, a magyar határtól 17 km-re délre, községközpontjától 6 km-re északra, Szlavónia középső részén, a Drávamenti-síkságon, Milanovci és Obradovac között fekszik.

## Története
A település feltehetően a 17. században török uralom idején keletkezett Boszniából érkezett katolikus vallású sokácok betelepítésével, akik a környező földeket művelték meg. Szlavónia területével együtt az 1683 és 1699 közötti háború során szabadult fel a török uralom alól. Első írásos említései alkalmával 1698-ban és 1702-ben „Bredrevo, Predrovo, Praedrovo” változatokban szerepel. 1722-ben III. Károly király a raholcai uradalommal együtt gróf Cordua d' Alagon Gáspár császári tábornoknak adományozta. 1730-ban Pejácsevich Antal, Miklós és Márk vásárolták meg tőle, majd 1742-ben a raholcai uradalommal együtt a Mihalovics családnak adták el.
Az első katonai felmérés térképén „Dorf Predrievo” néven találjuk. Lipszky János 1808-ban Budán kiadott repertóriumában „Predrievo” néven szerepel. Nagy Lajos 1829-ben kiadott művében „Predrievo” néven 62 házzal, 364 katolikus lakossal találjuk. 1857-ben 244, 1910-ben 334 lakosa volt. 1910-ben a népszámlálás adatai szerint lakosságának 42%-a szerb, 31%-a horvát, 18%-a magyar, 6%-a szlovák anyanyelvű volt. Verőce vármegye Nekcsei járásának része volt. Az első világháború után 1918-ban az új szerb-horvát-szlovén állam, majd később (1929-ben) Jugoszlávia része lett. 1991-ben lakosságának 72%-a horvát, 22%-a szerb nemzetiségű volt. 2011-ben 106 lakosa volt.

## Lakossága
| Lakosság változása | Lakosság változása | Lakosság változása | Lakosság változása | Lakosság változása | Lakosság változása | Lakosság változása | Lakosság változása | Lakosság változása | Lakosság változása | Lakosság változása | Lakosság változása | Lakosság változása | Lakosság változása | Lakosság változása | Lakosság változása |
| ------------------ | ------------------ | ------------------ | ------------------ | ------------------ | ------------------ | ------------------ | ------------------ | ------------------ | ------------------ | ------------------ | ------------------ | ------------------ | ------------------ | ------------------ | ------------------ |
| 1857               | 1869               | 1880               | 1890               | 1900               | 1910               | 1921               | 1931               | 1948               | 1953               | 1961               | 1971               | 1981               | 1991               | 2001               | 2011               |
| 244                | 306                | 182                | 194                | 282                | 334                | 346                | 333                | 303                | 325                | 294                | 235                | 222                | 172                | 154                | 106                |

(1869-ben Staro Petrovo Polje lakosságát is ide számították.)